# Onthophagus undulans
Onthophagus undulans är en skalbaggsart som beskrevs av Bates 1887. Onthophagus undulans ingår i släktet Onthophagus och familjen bladhorningar. Utöver nominatformen finns också underarten O. u. oaxacanus.